# Ананченко Олександр Євгенович
Олександр Євгенович Ананченко (нар. 2 лютого 1966) — проросійський політик, учасник терористичного угруповання ДНР, де вважався «прем'єр-міністром» з 1 грудня 2018 року до 8 червня 2022 року.

## Життєпис
Народився 1967 року в Макіївці, має українське громадянство та вищу освіту. Був директором філії компанії, що належить олігарху Сергію Курченку, зареєстрованої у Мантуровському районі Курської області, був його радником. В 90-х роках жив у Москві, в 2000-му повернувся в Донецьк і почав працювати з радником Януковича Едуардом Прутником. В оточенні Януковича Ананченко відповідав за розробку документів.
З вересня 2018 року до 1 грудня 2018 року — так званий «в.о. заступника прем'єр-міністра» терористичного угруповання ДНР, а з 1 грудня 2018 року — так званий «прем'єр-міністр» терористичного угруповання ДНР, покликаний виконувати бізнес-замовлення свого мафіозного патрона Курченка.